# سيتي هوميسايد
مسلسل دراما تحقيق أسترالي بث على من أغسطس 2007 إلى 30 مارس 2011 يدور الفيلم عن مجموعة من المحققين بمقر شرطة العاصمة بملبورن، يقومون بفك الرموز، والتحقيق في جرائم القتل الغامضة.

## بطولة
- شين بورن
- نادين غارنر
- آرون بيدرسن
- دانيال ماكفيرسون
- داميان ريتشاردسون
- نادية تاونسند
- جون آدم

## وصلات خارجية
- سيتي هوميسايد على موقع IMDb (الإنجليزية)
- سيتي هوميسايد على موقع كينوبويسك (الروسية)
- سيتي هوميسايد على موقع ألو سيني (الفرنسية)
- سيتي هوميسايد على موقع قاعدة بيانات الفيلم (الإنجليزية)